# 陸軍機甲整備学校
陸軍機甲整備学校（りくぐんきこうせいびがっこう）とは、現在の神奈川県相模原市中央区にあった日本陸軍の教育機関（軍学校）のひとつである。

## 概要
憲兵を除く各兵科尉官、下士官学生に機甲車輌の整備に関する全軍的な教育機関である。
日本における戦車（機甲部隊）研究の起源は、輜重兵の自動車部隊（陸軍自動車学校）で始まり、後に成果を背景に陸軍騎兵学校、陸軍歩兵学校で研究が行われるようになり、陸軍戦車学校へと発展していった。
機動歩兵を含む機甲兵・機動砲兵・機械化工兵・戦車兵の戦車学生と牽引車学生を対象した教育を陸軍機甲整備学校が実施。
教官は軍人であるが、民間で車両整備などに携わっていた経験者を教官助手として配置していた。ホープ創業者の小野定良は東洋工業（マツダ）で1年間修理技術を学んだ後、招集され陸軍自動車部隊の教官助手として勤務した後、終戦後に自動車修理業を経てホープを創業した。

## 前身
- 1907年（明治40年）：陸軍省兵器局と技術審査部、自動車について調査を開始。
- 1912年（明治45年）：軍用自動車調査委員会[注釈 1](委員長：軍務局長・田中義一 少佐 旧8期)。
- 1914年（大正3年）
  - 4月：陸軍自動車学校の設立が決定され、地主[1]に土地の買上げ通知がある[1]。
  - 6月：工事着工[2]。
  - 7月：土地の買上される(1坪 1円80銭)[2]。
- 1915年（大正4年）7月：軍用自動車試験班[注釈 2](長・天地知彰 輜重兵少佐： 陸士11期)を東京市四谷区信濃町の輜重兵第1大隊に定員外として設置。
- 1917年（大正6年）4月：輜重兵第1大隊より80名 自動車班が着任[2]。
- 1918年（大正7年）
  - 3月25日：軍用自動車保護法が制定公布。
  - 12月1日：自動車班を陸軍自動車隊[注釈 3]に改編[3]。(天地知彰 輜重兵少佐： 陸士11期)。
- 1919年（大正8年）2月：練兵場に坂、穴、鉄条網等で妨害物を設置[4]、摂政宮臨席の下に総合訓練が行われたが、戦車[5]が穴に落ちて出られなくなった。雪の中ながら5日がかりで救出[2]。
- 1922年（大正11年）11月：第2次買収で、6000坪買上げ[6](坪4円[2])。
- 1923年（大正12年）11月：研究部を設置[7](現 東京農業大学第一高校界隈) 。 また全国で一番危険な自動車の坂道を設置[2]。

## 沿革
- 1925年（大正14年）4月1日：陸軍自動車学校の名称で発足。
- 1937年（昭和12年）3月：第3次買収 600坪買上げ[8][注釈 4](坪6円) 。馬場設置[2]。
- 1940年（昭和15年）
  - 9月15日：『兵科廃止』[注釈 5][注釈 6][注釈 7][注釈 8]。
  - 11月　 ：本校から輜重部隊を養成する部門が、陸軍輜重兵学校として分離・独立する[注釈 9]。
- 1941年（昭和16年）
  - 5月28日：新設された陸軍機甲本部隷下へ輜重兵監部より編入[注釈 10]。
  - 8月1日 ：陸軍機甲整備学校に改称。
- 1943年（昭和18年）：相模原新軍都[注釈 11]に移転。
- 1945年（昭和20年）10月：大東亜戦争終結に伴い帝国陸海軍が解体されたため、閉校。

## 陸軍機甲整備学校の組織・区分
戦車･牽引車･自動車の整備に関する全軍的な教育機関。機動歩兵を含む機甲兵･機動砲兵･機械化工兵･戦車兵の戦車学生と牽引車学生を対象して教育。
- 本部
- 第1中隊：戦車
- 第2中隊：牽引車
- 第3中隊：自動車
  - 幹部候補生隊
  - 技術部兵技兵教育
- 材料廠

## 人事

### 歴代校長
- 天谷知彰 少将（陸士11期）  （輜）：1925年5月1日 - 1927年7月26日
- 唐原与次 少将 （陸士12期） （輜）：1927年7月26日 - 1929年8月1日
- 飯田恒次郎 少将（陸士14期）（輜）：1929年8月1日 - 1933年3月18日
- 小嶋時久 少将 （陸士15期）  （輜）：1933年3月18日 - 1934年8月1日
- 佐々木吉良 少将（陸士17期）（輜）：1934年8月1日 - 1935年8月1日[9]
- 井関隆昌 少将（陸士18期）   （砲）：1935年8月1日[9] - 1936年3月23日[10]
- 土橋一次 少将（陸士18期）   （砲）：1936年3月23日 - 1938年7月15日
- 井出鉄蔵 少将（陸士21期）   （輜）：1938年7月15日 - 1939年3月9日
- 武内俊二郎少将（陸士23期） （輜）：1939年3月9日 - 1940年10月22日
- 落合忠吉 少将（陸士23期）   （輜）：1940年10月22日 - 1941年8月1日

　　＊ 1941年8月1日「陸軍機甲整備学校」と改称。補職学校名変更。
落合忠吉 中将（陸士23期）  （輜）：1941年8月1日 - 1942年4月1日（＊1941年10月15日 中将）
細見惟雄 少将（陸士25期） （機甲）：1942年4月1日 - 1943年12月27日
長沼稔雄 少将（陸士25期） （機甲）：1943年12月27日

### 歴代幹事
- 武内俊二郎 大佐（陸士23期）（輜）：1937年8月2日 - 1937年9月1日
- 落合忠吉 大佐（陸士23期） （輜）：1938年7月15日 - 1939年4月8日（＊1939年3月9日 少将）
- 栗岩尚治 大佐（陸士24期） （輜）：1938年4月8日 - 1940年2月14日
- 中村肇 大佐  （陸士25期） （輜）：1940年5月7日 - 1940年12月2日
- 三島義一郎 大佐（陸士28期） （砲）：1940年12月2日 - 1941年7月7日

 ＊ 1941年8月1日「陸軍機甲整備学校」と改称。補職学校名変更。
- 細見惟雄 大佐（陸士25期）  （機甲）：1941年10月15日 - 1942年4月1日

### 教育部
- 部長：飯田恒次郎 大佐（陸士14期）（輜）：1925年5月1日 - 1926年3月2日

### 教官
- 島本正一 少佐（陸士21期）   （歩）
- 小畑信良 大尉（陸士30期）   （輜）：1931年3月 - 1932年6月日
- 板花義一 中佐（陸士23期）   （輜）
- 武内俊二郎 大佐（陸士23期）（輜）：1934年12月10日 - 1935年8月1日
- 鈴木庫三 大尉（陸士33期）   （輜）
- 石原章三 大佐（陸士26期）   （輜）：1939年1月19日 - 1940年8月13日（＊ 兼 輜重兵監部員）
- 小山嘉兵衛　　（陸士33期）  （輜）
- 松木熊吉　　　（陸士36期） （輜）
- 向井憲太郎 中佐（陸士　期） （輜）

　　　　 ＊ 1941年8月1日「陸軍機甲整備学校」と改称。補職学校名変更。

### 練習隊附
- 岩坪博秀 中尉（陸士42期）   （輜）：1934年1月　日 - 1934年7月　日

### 研究部
- 兼 部員：東條英機 大佐（陸士17期）（歩）：1931年9月　日 - （＊ 本務 参謀本部総務部編制動員課長　兼 陸軍通信学校研究部部員）
- 主事：佐治直影 中佐（陸士30期）   （機甲）：1941年8 月　日-1942年9月（＊1942年8月9日 大佐）

### 学校 附
- 田坂専一 大佐（陸士27期） （輜）：1938年3月1日 - 1938年7月15日
- 岩畔博秀　（陸士42期）     （輜）：
- 高市近男　（陸士47期）     （輜）：
- 相沢卓司 中佐（陸士47期）（機甲）： - 1944年9月10日

#### 自校
- 曾我武雄　（陸士37期）     （輜）

## 所在地
東京35区発足前
東京府荏原郡世田ヶ谷村横根
東京35区発足から移転まで
東京府東京市世田谷区桜丘（現・東京都世田谷区桜3丁目・桜丘1丁目周辺）
移転後
神奈川県高座郡相模原町（現・相模原市中央区弥栄3丁目）

陸軍自動車学校が立地した東京都世田谷区桜丘には、戦前まで渋谷区の常磐松御料地にあった東京農業大学が移転した。なおこの際、東京農大とその設立母体大日本農会は旧校舎敷地を青山学院（青山学院大学）に売却している。その後、1949年（昭和24年）には農大一高が開校した。

相模原移転後の跡地は、進駐軍→在日米軍キャンプ淵野辺を経て1974年（昭和49年）に返還、淵野辺公園が建設された。